# Nomads (film)
Pour les articles homonymes, voir Nomads.
Pour plus de détails, voir Fiche technique et Distribution.
Nomads ou La Mort venue du Néant au Québec est un film américain réalisé par John McTiernan, sorti en 1986.

## Synopsis
L'anthropologue français Jean-Charles Pommier est assassiné à Los Angeles, après avoir découvert l'existence de créatures démoniaques. Avant de mourir, il révèle son secret à une jeune femme médecin.
Dans un hôpital de Los Angeles, au service des urgences, le docteur Flax est au chevet d'un blessé que les policiers viennent d'amener. Elle demande à ces derniers de quitter la chambre. Restée seule au chevet du blessé, elle est bientôt comme hypnotisée par les yeux fixés de l'homme. Soudain, celui-ci lui saute dessus, la blesse et meurt aussitôt…

## Fiche technique
- Titre : Nomads
- Titre québécois : La Mort venue du Néant
- Réalisation et scénario : John McTiernan
- Musique : Bill Conti
- Photographie : Stephen Ramsey
- Montage : Michael John Bateman
- Décors : Marcia Hinds
- Direction artistique : Bo Johnson
- Costumes : Rhaz Zeisler
- Production : Cassian Elwes, Elliott Kastner et George Pappas

Producteurs délégués : Thomas Coleman et Michael Rosenblatt	.
Producteur associé : Stanley Mark
- Sociétés de production : Cinema VII et Producers Sales Organization
- Distribution : Atlantic Releasing Corporation, Les Films Number One
- Durée : 91 minutes
- Genre : horreur, fantastique et thriller
- Dates de sortie[1] :
  - États-Unis : 7 mars 1986
  - France : 21 mai 1986

## Distribution
- Pierce Brosnan : Jean-Charles Pommier
- Lesley-Anne Down : Dr Flax
- Anna Maria Monticelli : Niki
- Adam Ant : Number One
- Paul Anselmo : un policier dans l'appartement
- Nina Foch : l'agent immobilier
- Mary Woronov : Dancing Mary
- John McTiernan : le professeur de Boston au téléphone[2] (voix)

## Production
Gérard Depardieu est le premier choix pour incarner Jean-Charles Pommier. Après le refus de l'acteur français, la production se tourne alors vers l'Irlandais Pierce Brosnan. Il n'a à l'époque jamais tenu de premier rôle au cinéma mais est connu pour la série télévisée Les Enquêtes de Remington Steele.
Le tournage a lieu en 1984. Il a lieu en Californie, notamment à Santa Monica (jetée) et Los Angeles.

## Accueil
En 2011, le film figure dans l'ouvrage Fangoria's 101 Best Horror Movies You've Never Seen du magazine américain Fangoria.

## Autour du film
- Dans la version française du film, le personnage incarné par Pierce Brosnan n'est pas français mais allemand et ne s'appelle pas Jean-Charles Pommier mais Johnny Baumann.
- Impressionné par son travail sur ce film au budget assez modeste, Arnold Schwarzenegger insista pour que la réalisation de Predator soit confiée à John McTiernan, comme mentionné dans ses mémoires, Total Recall[3],[5].